# Pseudananas
Pseudananas Hassl. ex Harms (do grego "pseudos" = falso + gênero "Ananás" ) é um género botânico pertencente à família Bromeliaceae, subfamília Bromelioideae.

## Espécies
- Pseudananas macrodontes (E.Morren) Harms
- Pseudananas sagenarius (Arruda da Camara) Camargo